# Jan Blesík
P. Jan Blesík (23. června 1909, Uherské Hradiště – 14. června 1985, Senohraby) byl římskokatolický kněz, redemptorista a spisovatel.

## Život
Pánu se zasvětil 9. října 1928. Knězem Kristovým se stal 24. června 1934. Působil jako misionář, kazatel a zpovědník nejprve v Českých Budějovicích, po roce 1945 žil v klášterní komunitě v Praze. Patřil mezi deset nejznámějších řeholníků v českých zemích,  kteří byli v roce 1950 zatčeni a odsouzeni v následujícím monstrprocesu Machalka a spol. Zatčení a odsouzení významných představitelů řeholních společenství bylo přípravou na tzv. Akci K, tedy likvidaci klášterů. Samotný soud se konal jen tři týdny po zatčení řeholníků. Jan Blesík byl odsouzen na 15 let vězení, propuštěn byl v roce 1960 a dožil v Praze v soukromí. Vypomáhal u kostela svatého Kajetána a jako výpomocný duchovní v katedrále sv. Víta. Zemřel v Charitním domově v Senohrabech 14. června 1985. Pohřben byl 21. června 1985 na Vyšehradě.
Spojoval v sobě obrovský smysl pro humor s hlubokým duchovním vhledem do lidské duše. Jeho charisma by se dalo nazvat kardiognozí. V koncentráku, když náhodou někde míjel ty největší grázly, vždy je zdravil. Když se jeho kamarádi divili, co to dělá, odpovídal: Já nezdravím je, ale jejich anděla strážného...

### Publikace
- U Sv. Kajetána pod Hradem pražským: bývalé divadlo J.K. Tyla, Praha 1947
- Z pamětí Libějovic, Praha 1948